# Communauté de communes du Canton de La Chambre
Die Communauté de communes du Canton de La Chambre ist ein französischer Gemeindeverband mit Rechtsform einer Communauté de communes im Département Savoie, dessen Verwaltungssitz sich in dem Ort Saint-Étienne-de-Cuines befindet.
Der Gemeindeverband besteht aus 12 Gemeinden auf einer Fläche von 275,93 km². Er liegt in den Savoyer Hochalpen an der Grenze zum Département Isère in der westlichen Maurienne am Unterlauf des Arc, ein Nebenfluss der Isère. Präsident des Gemeindeverbandes ist Christian Rochette.

## Geschichte
Der Gemeindeverband entstand zum Jahreswechsel 2001/2002 als Communauté de communes de la Vallée du Glandon, die nur die beiden Gemeinden Saint-Alban-des-Villards et Saint-Colomban-des-Villards erfasste. Eine dritte Gemeinde, Sainte-Marie-de-Cuines, stieß 2007 hinzu. Zum Jahreswechsel 2013/2014 dehnte sich der Gemeindeverband auf den gesamten Kanton La Chambre aus und wechselte die Bezeichnung entsprechend auf Communauté de communes du Canton de La Chambre.

## Aufgaben
Zu den vorgeschriebenen Kompetenzen gehören die Entwicklung und Förderung wirtschaftlicher Aktivitäten und des Tourismus sowie die Raumplanung auf Basis eines Schéma de Cohérence Territoriale. Der Gemeindeverband betreibt die Straßenmeisterei, die Müllabfuhr und -entsorgung. Zusätzlich baut und unterhält der Verband Sport- und Kultureinrichtungen. Auch das weltliche Bestattungswesen fällt unter die Verantwortung der Communauté de communes.

## Mitgliedsgemeinden
Folgende 12 Gemeinden gehören der Communauté de communes du Canton de La Chambre an:
| Gemeinde                                       | Einwohner 1. Januar 2022 | Fläche km² | Dichte Einw./km² | Code INSEE | Postleitzahl |
| ---------------------------------------------- | ------------------------ | ---------- | ---------------- | ---------- | ------------ |
| La Chambre                                     | 1.191                    | 3,20       | 372              | 73067      | 73130        |
| La Chapelle                                    | 327                      | 12,28      | 27               | 73074      | 73660        |
| Les Chavannes-en-Maurienne                     | 216                      | 4,69       | 46               | 73083      | 73660        |
| Notre-Dame-du-Cruet                            | 221                      | 1,90       | 116              | 73189      | 73130        |
| Saint François Longchamp                       | 487                      | 60,68      | 8                | 73235      | 73130        |
| Saint-Alban-des-Villards                       | 88                       | 24,02      | 4                | 73221      | 73130        |
| Saint-Avre                                     | 895                      | 3,64       | 246              | 73224      | 73130        |
| Saint-Colomban-des-Villards                    | 138                      | 81,12      | 2                | 73230      | 73130        |
| Saint-Étienne-de-Cuines                        | 1.193                    | 20,50      | 58               | 73231      | 73130        |
| Saint-Martin-sur-la-Chambre                    | 530                      | 4,69       | 113              | 73259      | 73130        |
| Saint-Rémy-de-Maurienne                        | 1.263                    | 44,26      | 29               | 73278      | 73660        |
| Sainte-Marie-de-Cuines                         | 840                      | 14,95      | 56               | 73255      | 73130        |
| Communauté de communes du Canton de La Chambre | 7.389                    | 275,93     | 27               | –          | –            |